# Roberto Pucci (cardinale)
Roberto Pucci (Firenze, 29 maggio 1463 – Roma, 17 gennaio 1547) è stato un cardinale italiano della famiglia dei Pucci.

## Biografia
Figlio di Antonio Pucci e di Piera di Giannozzo Manetti, fu tra i maggiori fautori dei Medici, anche se aveva sconsigliato a Clemente VII di iniziare l'assedio di Firenze del 1529.
Dopo aver ricoperto alcune significative cariche civili a Firenze, per esempio fu nell'entourage del duca Alessandro de' Medici, che stese la nuova costituzione ducale che segnava la fine della Repubblica di Firenze, e dopo essersi sposato ed aver avuto 4 figli, con la vedovanza decise di prendere l'ordinazione per diventare uomo di chiesa e si trasferì a Roma. Fu nominato vescovo di Pistoia nel 1541, favorito dal nipote Antonio che aveva appena rinunciato proprio a tale incarico.
In seguito fu nominato cardinale da papa Paolo III nel concistoro del 2 giugno 1542.
Nell'ottobre 1542 tenne a battesimo il santo poliziano Roberto Bellarmino, il quale da lui assunse il nome.
Fu in seguito assegnato alle diocesi unite di Melfi e Rapolla e ottenne anche il titolo di gran penitenziere.
Sia suo nipote Antonio, che suo fratello Lorenzo furono cardinali.